# Diamond Candy
Albums de Elva Hsiao
3-Faced Elva
(2008) Miss Elva
(2010)
Diamond Candy est le 10e album de Elva Hsiao, sorti sous le label Virgin Records le 9 octobre 2009 à Taïwan, et la nouvelle version intitulé WOW Concert New Songs+Remixes Version sort le 16 novembre 2009. Il sort en format CD et la nouvelle version 2CD, le 2e CD contient des remix plus la chanson Wow qui est la chanson thème de sa tournée.

## Liste des titres
| 1.  | Yan Yu (豔遇; Beautiful Encounter)                                          | 3:08 |
| 2.  | Shan Shan Re Ren Ai (閃閃惹人愛; Shiny Love)                                | 3:19 |
| 3.  | Dao Shu (倒數; Countdown)                                                   | 4:07 |
| 4.  | Wo Pei Ni Ku (我陪你哭; I'm With You When You Cry)                          | 3:53 |
| 5.  | Tong Bu Hu Xi (同步呼吸; Synchronize Breathing)                             | 4:06 |
| 6.  | Bu Ai, Qing Shan Kai (不愛．請閃開; Don't Love, Just Get Out)               | 3:28 |
| 7.  | Zuan Shi Tang (鑽石糖; Diamond Candy)                                       | 4:11 |
| 8.  | Tan Bai (坦白; Confessions)                                                 | 3:48 |
| 9.  | Wo Men Duo Jiu Mei Qian Shou (我們多久沒牽手; How Long We Don't Hold Hands) | 5:02 |
| 10. | Chan Li Chuan Qi (顫慄傳奇; Thrilling Legend)                               | 3:39 |

| 1. | WOW (feat. Show Luo)                                       | 3:50 |
| 2. | Shan Shan Re Ren Ai (Break Beat Remix By DJ Z)             | 3:54 |
| 3. | Bu Ai, Qing Shan Kai (Trance Remix By DJ Z)                | 5:27 |
| 4. | Mei You Ren (Spanish Version By Novade DC)                 | 6:14 |
| 5. | Wo Ai Ni Na Me Duo (Just Chill Out Remix By Novade DC)     | 4:54 |
| 6. | Shuai La Shuai La (Salsa Hot Mix Remix By DJ Moolades)     | 4:36 |
| 7. | More More More (Techno Remix By DJ Z)                      | 4:27 |
| 8. | Zui Shu Xi De Mo Sheng Ren (Urban Beat Remix By Novade DC) | 5:00 |